# Spotkania (tygodnik)
Spotkania (właściwie: Spotkania. Ilustrowany Tygodnik. Informacyjny)− tygodnik społeczno-polityczny ukazujący się w Polsce w latach 1991–1993 (numer „zerowy” ukazał się w grudniu 1990).

## Opis
Tygodnik miał być „polskim” Newsweekiem – poważnym kolorowym pismem opiniotwórczym, które stroniłoby od angażowania się w bieżącą politykę i stawiało przede wszystkim na rzetelne informowanie.
Redaktorem naczelnym był Maciej Iłowiecki, w zespole zaś znajdowali się m.in. dziennikarze: Jacek Maziarski, Anatol Arciuch, Bogumił Luft, Krzysztof Sielicki i Sławomir Mizerski oraz fotografowie Erazm Ciołek i Jarosław Maciej Goliszewski. Pod koniec istnienia pisma (od połowy 1992) Iłowiecki został odsunięty od kierowania pismem, a jego następcą został Arciuch.
Pismo było wydawane przez „Editions Spotkania”, firmę należącą do francuskiego koncernu Groupe Express Paris (wydawcę L'Express). Planowany nakład „Spotkań” wynosił około 150 tys. egzemplarzy, ale sprzedaż w początkowym okresie istnienia pisma ukształtowała się na poziomie 20 tys. Dopiero później tygodnik zaczął zdobywać rynek, jednak w wyniku kłopotów finansowych wydawcy został zamknięty.